# Adiós a las armas (película de 1932)

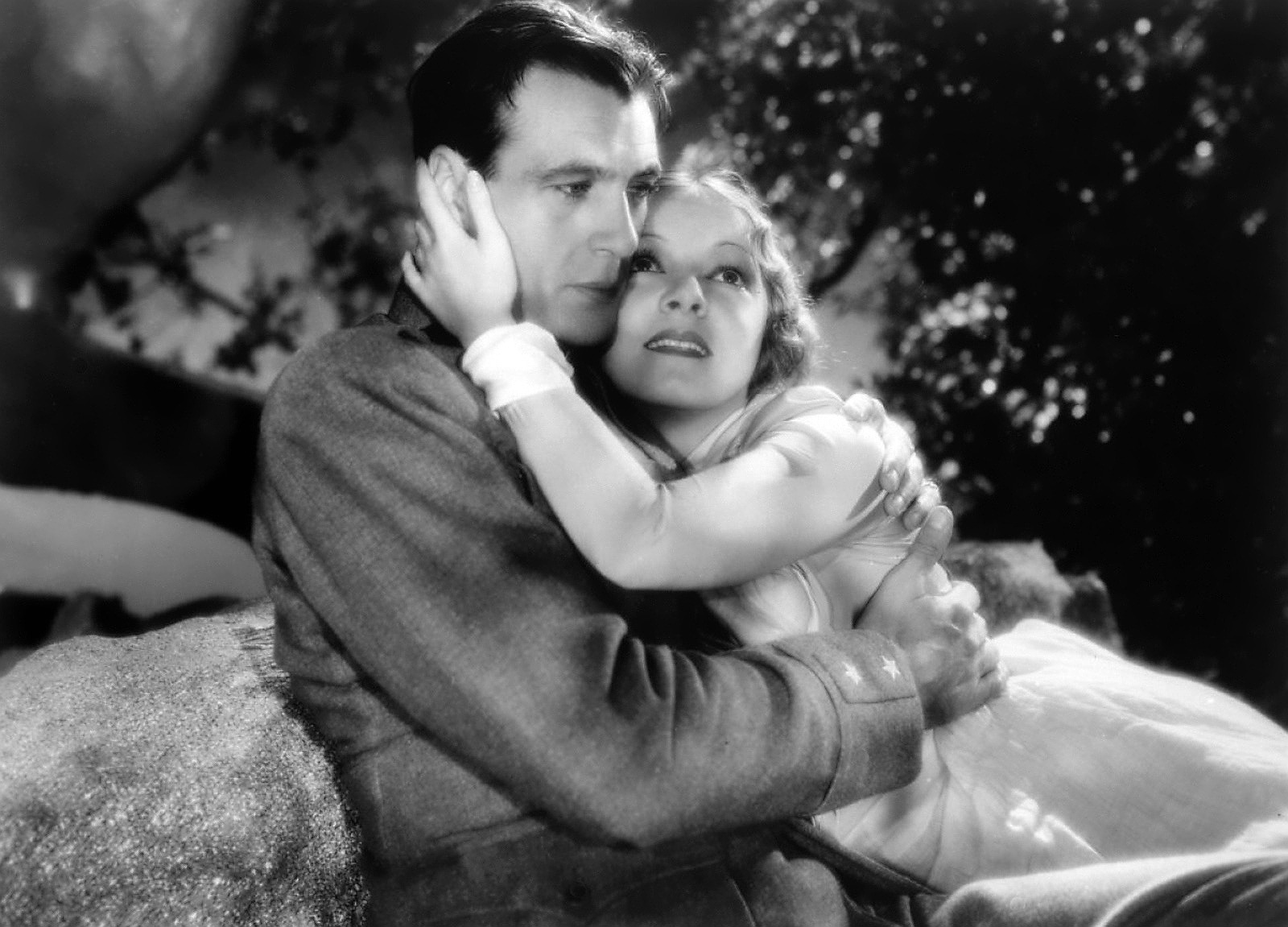
Gary Cooper y Helen Hayes.

Adiós a las armas (del inglés: A Farewell to Arms) es un drama de 1932 dirigido por Frank Borzage. Está inspirada en una novela escrita por Ernest Hemingway en 1929.

## Sinopsis
La trama se desarrolla en Italia durante la Primera Guerra Mundial, y se articula en torno a la relación entre Frederic Henry (Gary Cooper), un soldado estadounidense, y Catherine Barkley (Helen Hayes), una enfermera inglesa.

## Premios
6.ª ceremonia de los Premios Óscar
| Premio                  | Candidato                     | Resultado  |
| ----------------------- | ----------------------------- | ---------- |
| Mejor película          | Adiós a las armas             | Candidata  |
| Mejor sonido            | Franklin B. Hansen            | Ganador    |
| Mejor dirección de arte | Hans Dreier y Roland Anderson | Candidatos |
| Mejor fotografía        | Charles Lang                  | Ganador    |

National Board of Review
| Reconocimiento              | Candidata         | Resultado |
| --------------------------- | ----------------- | --------- |
| Diez mejores filmes del año | Adiós a las armas | Incluida  |